# جلالة خير المؤمنين

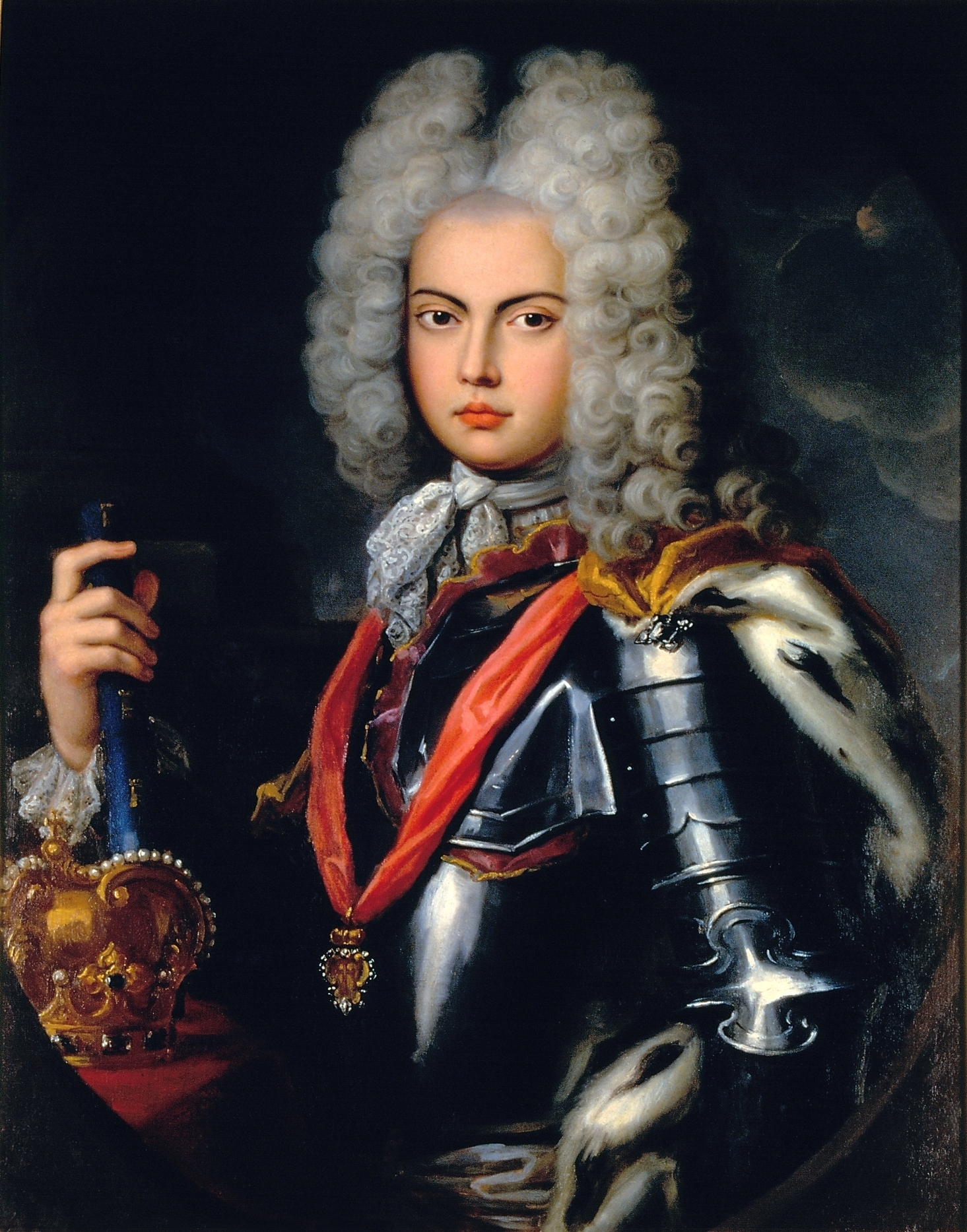
يوحنا الخامس ملك البرتغال بومبيو باتوني

جلالة خير المؤمنين (بالبرتغالية: Sua Majestade Fidelíssima‏) كان العنوان الذي استخدمه الملوك البرتغاليون, من عام 1748 إلى عام 1910.
كان لقب الملك الأكثر مخلصًا (لاتيني : ريكس فيديليسيموس, برتغالي: Rei Fidelíssimo) هو لقب منحه البابا بنديكتوس الرابع عشر - كرئيس روحي للكنيسة الكاثوليكية - في عام 1748, إلى الملك يوحنا الخامس ملك البرتغال وورثته.
يظل العنوان فيديليسيموس مرتبطًا بالملوك المنحدرين من كل من حصل على اللقب الأصلي. يمكن منح السوبريكيه إما للملك أو للملكة. كانت الملكية الأوروبية الوحيدة التي حصلت على اللقب هي الملكية البائدة للبرتغال.

## عناوين مماثلة
تلقى ملوك البلدان الأخرى ألقابًا مماثلة من البابا:
- المجر: الرسولية الجلالة (منحت ق. 1000)
- البندقية: جمهورية الأكثر هدوءًا
- فرنسا: Most Christian Majesty (الممنوحة ق. 1380)
- إسبانيا: صاحب الجلالة الكاثوليكية (مُنحت عام 1493)
- إنجلترا: المدافع عن الإيمان (مُنح عام 1521, تم إلغاؤه عام 1530)
- ألمانيا: Defensor Ecclesiae (حامي الكنيسة ؛ مُنح للأباطرة الرومان المقدسين)